# Antoni Pallarés Sánchez
Antoni Pallarés Sánchez és un advocat i polític català. Llicenciat en dret, el desembre de 1977 fou nomenat delegat del Ministeri de Treball d'Espanya a la província de Lleida, càrrec que va ocupar fins a octubre de 1979. Aleshores fou nomenat delegat a Barcelona del Departament de Treball de la Generalitat de Catalunya. Després de les eleccions generals espanyoles de 1982 fou nomenat governador civil de la província de Lleida. Va deixar el càrrec el novembre de 1986 quan fou nomenat Delegat del govern a Cantàbria, càrrec que va ocupar fins a juny de 1995. Poc després fou nomenat Subdirector general de relacions laborals del Departament de Treball de la Generalitat de Catalunya. El 2001 fou nomenat director del Servei de Prevenció i Extinció d'Incendi i Salvament (SPEIS) de l'ajuntament de Barcelona. Actualment és responsable de la Comissió de Catalunya de Seguiment d'Eleccions Sindicals.